# Vassili Razoumovski
Pour les articles homonymes, voir Razoumovski.
Vassili Ivanovitch Razoumovski (russe : Васи́лий Ива́нович Разумо́вский), né le 27 mars 1857 (8 avril dans le calendrier grégorien) à Efimovka, dans le gouvernement de Samara et mort le 7 avril 1935 à Iessentouki est un chirurgien russe et soviétique, docteur en médecine, Héros du travail de l'URSS (ru). Il est l'auteur d'environ 150 travaux scientifiques.

## Biographie
Vassili Razoumovski est né le 27 mars 1857 (8 avril dans le calendrier grégorien) dans le hameau d'Iefimovka (ru), situé dans l'ouiezd de Bouzoulouk, à cette époque dans le gouvernement de Samara et actuellement dans l'Oblast d'Orenbourg,,,.
Il termine ses études à l'Université de Kazan, alors Université impériale de Kazan (ru) en 1880. Il se rend alors à Saint-Pétersbourg, où il poursuit poursuit sa formation et exerce dans les laboratoires et les cliniques de l'Académie de médecine militaire. Il soutient sa dissertation doctorale à 27 ans, sur La question de l'atrophisation osseuse après une section des nerfs, et obtient en 1874 le titre de docteur en médecine. Il retourne ensuite à Kazan et y devient professeur de chirurgie en 1887.
En 1993 il visite pour la première fois les Eaux minérales du Caucase (ru) comme touriste. En 1896, sur l'invitation de l'administration de l'établissement, il y exerce pendant la période d'été comme consultant chirurgien rémunéré. De 1896 à 1898 il s'installe à Jeleznovodsk, puis à Piatigorsk dans la clinique privée du docteur Rjaksinski. De 1902 à 1924 il se rend de façon espacée dans les stations thermales, principalement comme touriste.
Vassili Razoumovski a été un des fondateurs et le premier recteur de l'Université impériale de Saratov (ru) (1909 - 1912), recteur de l'Université d'État de Tbilissi (1918) et premier recteur de l'Université d'État de Bakou (1919).
Le gouvernement de la République démocratique d'Azerbaïdjan le nomme par décret du 8 septembre 1919 recteur de la Faculté de médecine de Bakou, il détient également la chaire de chirurgie opératoire.
Il revient après 1920 à l'Université d'État de Saratov et y travaille jusqu'en 1930. En 1930 il prend sa retraite, mais il continue une activité comme consultant médical auprès des établissements thermaux des Eaux minérales du Caucase.
Vassili Razoumovski a été membre d'honneur de différentes sociétés de chirurgiens, dont celles de Leningrad, de Moscou, membre actif de la société des médecins Pirogov, auteur de nombreuses brochures de vulgarisation scientifiques dans des domaines très divers de la science médicale (chirurgie, culture physique), et un conférencier populaire.
Il décède le 7 avril 1935 à Iessentouki. Il est enterré dans le cimetière médical de la ville. En 1990 le bas-relief de sa pierre tombale est volé. Il est réinstallé en 2012, sur l'initiative de l'Université d'État de Saratov et avec le concours de sponsors de Samara.

### Famille
Vassili Razoumovski a eu deux filles, Sofiia Vasilievna Razoumovskaïa et Iouliia Vasilievna Razoumovskaïa.

## Prix et distinctions
- Ordre de Saint-Vladimir, 4e classe, Ordre de Sainte-Anne de 3e et de 2e classe, Ordre de Saint Stanislas, 2e classe[1].
- Titre de Héros du travail (1923)[1].
- Scientifique émérite de la RSFS de Russie (1934)[10].

## Postérité

### A Saratov
- Le 2e hôpital clinique municipal et l'Université d'État de médecine de Saratov portent le nom de V. I. Razoumovski, et un monument en son honneur a été érigé devant l'Université.

### A Iessentouki
- Une rue pour son nom,
- une plaque est apposée au no 1 de la rue Lénine, ou il habita,
- une pièce lui est consacrée au Musée historique régional V. P. Chpakovskoski, où sont présentés des objets personnels, des documents et des photographies[11],
- une stèle mémoriale a été inaugurée le 26 novembre 2015 à l'entrée du parc sur l'initiative de l'Université d'État de Bakou et avec le soutien de l'administration de Iessentouki[12].

Un navire de type 588, construit en 1961, est baptisé Chirurgien Razoumovski.